# 스탠더드 앤드 푸어스
스탠더드 앤드 푸어스(Standard & Poor's; S&P)는 주식과 채권에 대한 금융 연구 및 분석 자료를 출판하는 맥그로-힐의 사업부문이다.
1860년 창업하였고 미국 뉴욕에 본사를 두고 있다. 금융시장 정보(신용등급, 지표, 투자연구 및 위험평가)를 전 세계 투자자들에게 제공한다.
미국 기반의 S&P 500이나 호주의 S&P/ASX 200 주식시장지수, 캐나다의 S&P/TSX, 이탈리아의 S&P/MIB 등으로 잘 알려져 있다.
무디스, 피치 레이팅스와 함께 세계 3대 신용평가 기관으로 불리고 있으며, 이 신용평가 기관들과 A.M. 베스트 및 도미니언 본드 레이팅서비스는 미국 국가공인통계평가기관(NRSRO)로 지정되어 있다.

## 신용등급 정의

2024년 3월 각국의 신용등급등급:
AAA
AA+
AA
AA−
A+
A
A−
BBB+
BBB
BBB−
BB+
BB
BB−
B+
B
B−
CCC+
CCC
CCC−
SD/D

| 투자 적합 여부 | 순위 | 등급 | 신용상태  |
| -------------- | ---- | ---- | --------- |
| 적합           | 1    | AAA  | 최우수    |
| 적합           | 2    | AA+  | 우수      |
| 적합           | 3    | AA   | 우수      |
| 적합           | 4    | AA-  | 우수      |
| 적합           | 5    | A+   | 양호      |
| 적합           | 6    | A    | 양호      |
| 적합           | 7    | A-   | 양호      |
| 적합           | 8    | BBB+ | 적절      |
| 적합           | 9    | BBB  | 적절      |
| 적합           | 10   | BBB- | 적절      |
| 주의           | 11   | BB+  | 주의 대상 |
| 주의           | 12   | BB   | 주의 대상 |
| 주의           | 13   | BB-  | 주의 대상 |
| 주의           | 14   | B+   | 주의 대상 |
| 주의           | 15   | B    | 주의 대상 |
| 주의           | 16   | B-   | 주의 대상 |
| 주의           | 17   | CCC+ | 주의 대상 |
| 주의           | 18   | CCC  | 주의 대상 |
| 주의           | 19   | CCC- | 주의 대상 |
| 부적합         | 20   | CC   | 최악      |
| 부적합         | 21   | C    | 최악      |
| 부적합         | 22   | D    | 최악      |

| 투자 적합 여부 | 순위 | 등급 | 신용상태               |
| -------------- | ---- | ---- | ---------------------- |
| 적합           | 1    | A-1  | 최상                   |
| 적합           | 2    | A-2  | 우수                   |
| 적합           | 3    | A-3  | 적절                   |
| 주의           | 4    | B    | 주의                   |
| 주의           | 5    | C    | 파산 위험 상존         |
| 부적합         | 6    | D    | 완전 파산(상환 불가능) |

## 같이 보기
- 무디스
- 피치 레이팅스